# Перттунен, Архип Иванович
Архи́п (Архиппа) Ива́нович Пе́рттунен (карел. Arhippa Perttunen, около 1769, Ладвозеро, Кемская волость, Архангелогородская губерния, Российская империя — 7 декабря 1841, Ладвозеро, Кемский уезд, Олонецкая губерния, Российская империя) — карельский рунопевец, руны которого оказали наибольшее влияние на собранный Элиасом Лёнротом карело-финский героический эпос «Калевала». Песни Перттунена считаются лучшими в карельской эпической традиции по композиции и художественным достоинствам.

## Биография
Родился в семье карельских крестьян в деревне Ладвозеро Кемской волости Архангелогородской губернии, на границе со Шведским королевством (ныне — Костомукшский городской округ Республики Карелии). Стал наследником устной рунопевческой традиции своей семьи, научившись исполнять тысячи различных рун — карельских эпических песен.
В 1834 году его посетил Элиас Лённрот, собиратель карело-финского фольклора, два с лишним дня записывал песни, исполняемые Перттуненом под сопровождение кантеле. Исполнительское мастерство карельского крестьянина поразило Лённрота, и впоследствии, работая над эпосом «Калевала», он использовал не только записанные руны, но и поэтическую манеру, приёмы и логику изложения Архипа Перттунена. Лённрот смог записать далеко не все руны, известные сказителю.
Позже другие собиратели фольклора — Я. Ф. Каян и Матиас Кастрен, посетившие Ладвозеро в 1836 и 1839 годах соответственно, также записали часть творческого наследия карельского рунопевца.
Архип Перттунен умер около 1841 года и был похоронен на деревенском кладбище деревни Ладвозеро.

## Рунопевческая династия
Творческим наследником и также знаменитым рунопевцем стал сын Архиппы — Михаил Архипович Перттунен (Мийхкали Перттунен, 1817—1899).
Многие родственники и потомки Архиппы и Мийхкали продолжали их дело: сестра Архиппы Моарие, её сын Сиймана, дочери Мийхкали Оути и Моарие, сын Пётр и другие, вплоть до известной в советские годы исполнительницы эпических песен Татьяны Алексеевны Перттунен (1880—1963) и её мужа Степана Осиповича Перттунена (правнука Архипа Перттунена) — все они были рунопевцами.

## Руны
От Архипа Перттунена было записано более 6000 стихов (стихотворных строк) — больше чем от какого-либо другого рунопевца. Они считаются одними из лучших среди карельских рун, так как практически образцово воплощают художественные закономерности так называемого калевальского стиха: параллелизм строк (повторы), аллитерацию, продуманный подбор слов, их благозвучие и прочее. Руны Перттунена не всегда совпадают с «канонической» «Калевалой» по сюжету, например, в руне «Борьба за Сампо» Архиппа повествует о победе в состязании за невесту Ильмаринена, а не Вяйнямёйнена, вследствие чего Ильмаринен не участвует в походе за Сампо в Похъёлу.

## Память
Именем Архиппы Перттунена названы улицы в населённых пунктах Республики Карелия, Государственная премия Республики Карелия, медаль Хельсинкского университета. В городе Костомукша действует фонд культуры им. Архиппа Перттунена (самостоятельно действующая часть Российского Фонда культуры — общественная организация).

## Облик

Скульптурная реконструкция Г. В. Лебединской облика Архиппы Перттунена

В 1983 году по просьбе Министерства культуры Карельской АССР экспедиция Института антропологии АН СССР под руководством Ильи Гохмана провела эксгумацию останков Архиппы Перттунена.
На тот момент считалось, что Архиппа умер в возрасте около 80 лет. Однако обнаруженные останки имели признаки, характерные для человека более молодого возраста: открытые швы на черепе, отсутствие старческих деформаций позвоночника и костей. Специалисты-медики учли, что у некоторых людей анатомическое старение происходит медленнее, и возрастные патологии могут быть менее выражены. После более тщательного обследования шеек берцовых и плечевых костей они пришли к выводу, что приблизительный возраст умершего — 70 лет.
Воссозданием облика занималась Галина Лебединская, заведующая лабораторией антропологической пластической реконструкции Института этнографии АН СССР. Согласно заключению антропологов, Архиппа был светловолосым, крепко сложенным мужчиной ростом 176 см. Черты лица — волевые, со слегка выступающими вперёд скулами.
На основе выполненной Лебединской реконструкции был отлит бюст, который в 1984 году передали Карельскому государственному краеведческому музею. С тех пор он хранится в его запасниках, но регулярно выставляется на тематических экспозициях.
13 августа 1987 года останки рунопевца были захоронены в ту же могилу и восстановлено надгробие из камней в первоначальном виде.

## Могила Архиппы Перттунена

Могила А. Перттунена на кладбище в Ладвозере в 1942 году

Могила Архиппы Перттунена на кладбище в Ладвозере, расположенном на небольшом острове Калмосаари, охраняется как памятник истории регионального значения.
Могила рунопевца имеет прямоугольную форму, выложена округлыми валунами. Осенью 1969 года в честь 200-летнего юбилея со дня рождения Архиппы Союзом писателей Карелии на могилу была возложена мемориальная пластина из белого мрамора с надписью:

200 Arhippa Perttuselle

По состоянию на 2017 год захоронение находится в неухоженном виде, не благоустроено.